# رنی رپ
رنی مری جین رپ (به انگلیسی: Reneé Mary Jane Rapp؛ زاده‌شده به نام رنی جین رپ در ۱۰ ژانویهٔ ۲۰۰۰) خواننده-ترانه‌پرداز و بازیگر آمریکایی می‌باشد. وی با بازی در نقش رجینا جورج در موزیکال برادوی دختران بدجنس (۲۰۱۹–۲۰۲۰) به شهرت دست یافت. وی همین نقش در را در دختران بدجنس سال ۲۰۲۴ دوباره بازی کرد و در موسیقی متن فیلم نیز مشارکت داشته‌است.

## زندگی شخصی
رپ در سال ۲۰۲۴ خود را از طریق رسانه‌های اجتماعی و مصاحبه‌ها لزبین معرفی نمود. وی مدت‌ها قبل در مصاحبه‌ای که در سال ۲۰۲۲ داشت خود را دوجنس‌گرا معرفی کرده بود. رپ مبتلا به اختلال کم‌توجهی بیش‌فعالی می‌باشد. وی بارها به صراحت درمورد دست و پنجه نرم کردن با اختلال خوردن و سلامت روان خود سخن گفته‌است.